# 童世界駅
童世界駅（どうせかいえき）は、中華人民共和国江蘇省句容市にある、南京地下鉄S6号線の駅である。

## 駅名
駅名については、事業着手当初は南京地下鉄集団は「寶華山駅」の仮称を用いており、2020年5月7日に「童世界駅」を駅名として第一次公示され、2020年9月1日に駅名が「童世界駅」に決定したことが発表された。

## 隣の駅
南京地下鉄
■S6号線
黄梅駅- 童世界駅 - 華陽駅